# Шмидт, Джастин
Джастин О. Шмидт (англ. Justin Orvel Schmidt, 23 марта 1947, Rhinelander, Висконсин — 18 февраля 2023, Тусон, Аризона) — американский биолог и энтомолог, специализировавшийся на перепончатокрылых, признанный в мире специалист по их укусам и ужалениям, испытатель их на себе. Создатель Schmidt Sting Pain Index (Шкала силы ужалений Шмидта). Доктор философии, профессор.
Степень доктора философии по энтомологии получил в 1977 году в Университете Джорджии. В 1970-е учился в Институте экологии.
Был сотрудником Юго-Западного биологического института Аризонского университета, где также занимал пост профессора кафедры энтомологии.
Проживал в г. Тусоне, штат Аризона. Трижды был женат. У него осталось четверо детей и трое внуков.
Дж. Шмидт получил известность как знаток укусов и ужалений насекомых со всего мира, испытавший их на себе.
За его карьеру насекомые кусали и жалили его сотни раз.
(По его собственным словам, он испытал это более тысячи раз представителями порядка 150 различных видов (зачастую случайно).
Хотя Шмидт и был против того, чтобы его кусали и жалили, иногда он стремился к этому будучи движим исследовательским интересом.
В 2015 году ему присудили Шнобелевскую премию по физиологии и энтомологии.
Соредактор «Insect Defenses: Adaptive Mechanisms and Strategies of Prey and Predators» (1990).
Автор книги «The Sting of the Wild: The Story of the Man Who Got Stung for Science» (2016), получившей положительные отзывы.
Шмидт скончался 18 февраля 2023 года в Тусоне. Ему было 75 лет. Причиной смерти стали осложнения болезни Паркинсона.